# Счастливая семёрка (телесериал)
«Счастливая семёрка» (англ. Lucky 7) — американский телесериал, созданный Кэй Меллор, Дэвидом Забелем и Джейсоном Ричманом. В центре сюжета находятся семеро американцев из Куинса, которые выигрывают в лотерею и получают деньги, которые меняют жизни каждого. Сериал вышел на ABC в сезоне 2013—2014 годов и транслировался по вторникам в десять вечера,, с 24 сентября. Хотя пилотный эпизод получил благоприятные и средние отзывы от критиков, сериал поставил рейтинговый рекорд в качестве слабейшего осеннего дебюта драматического сериала за всю историю ABC. 4 октября, после трансляции двух эпизодов, ABC закрыл сериал из-за низких рейтингов, заменяя его повторами успешной драмы Шонды Раймс «Скандал».

## Производство
В январе 2013 года ABC купил права на адаптацию британского сериала The Syndicate и сразу дал зелёный свет на съемки пилотного эпизода, а Пол Макгиган занял место его режиссёра. Кастинг на центральные роли начался в феврале 2013 года. На регулярные роли были взяты в основном неизвестные актёры, в числе которых были Исайя Уитлок мл., Мэтт Лонг, Стивен Луис Граш, Лоррэйн Брюс, Анастасия Филлипс, Саммер Бишил, Луис Антонио Рамос и Кристин Евангелиста. Александра Кастильо, задействованная в небольшой роли в пилотном эпизоде, в июле 2013 года была повышена до регулярного состава.
10 мая 2013 года ABC дал пилоту зелёный свет и заказал съемки сериала для трансляции в сезоне 2013–14 годов.

## Актёры и персонажи
- Саммер Бишил — Самира Раджпул
- Лоррэйн Брюс — Дениз Дибински
- Александра Кастильо — Бьянка Клементе
- Кристин Евангелиста — Мэри Лавеша
- Стивен Луис Граш — Ники Корзак
- Мэтт Лонг — Мэтт Корзак
- Анастасия Филлипс — Линни Максвелл
- Луис Антонио Рамос — Антонио Клементе
- Исайя Уитлок мл. — Боб Харрис